# Broxton, Georgia
Broxton är en ort i Coffee County, Georgia, USA.